# أرض منمطة

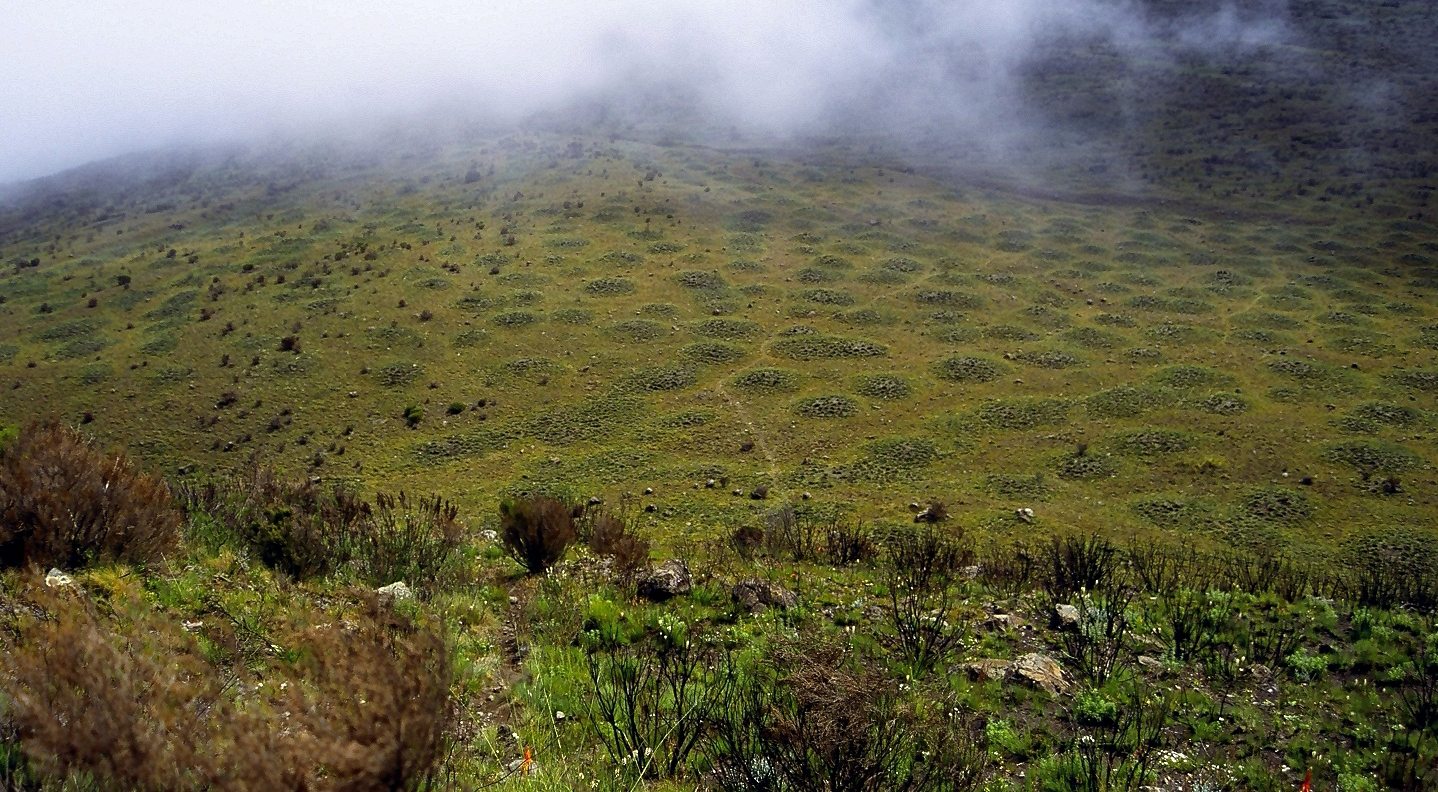
الأرض المنمطة أسفل تل موجي على جبل كينيا ناتجة عن الاقتلاع الصقيعي.

الأرض المنمطة هي الأشكال المميزة وغالبًا الهندسية المتماثلة التي تتشكل عن طريق مواد الأرض في مناطق التخوم الجليدية. وتوجد عادةً في المناطق النائية في القطب الشمالي والأنتاركتيكا والمنطقة الريفية الأسترالية النائية، ولكنها موجودة أيضًا في أي مكان يتعاقب فيه حدوث تجمد وذوبان التربة، وكثيرًا ما يُعتقد خطأً أن الأشكال والأنماط الهندسية المرتبطة بالأرض المنمطة هي إبداعات بشرية فنية. وقد حيرت طبيعة الأرض المنمطة العلماء لوقت طويل، ولكن ظهور النماذج الجيولوجية المولدة بالحاسوب خلال السنوات العشرين الماضية أتاح لهم ربط تكوّن هذه الأشكال بـظاهرة تتعلق بالاقتلاع الصقيعي، وهي تشير إلى التمدد الذي يحدث عندما تذوب التربة المبللة ودقيقة الحبيبات والمسامية.

## أنواع الأراضي المنمطة
يمكن العثور على أشكال متنوعة للأراضي المنمطة. وعادةً ما يرتبط نوع الأرض المنمطة في منطقة ما بكمية الأحجار الكبيرة الموجودة في التربة المحلية ومدى تكرار حدوث دورات التجمد-الذوبان.

### المضلعات

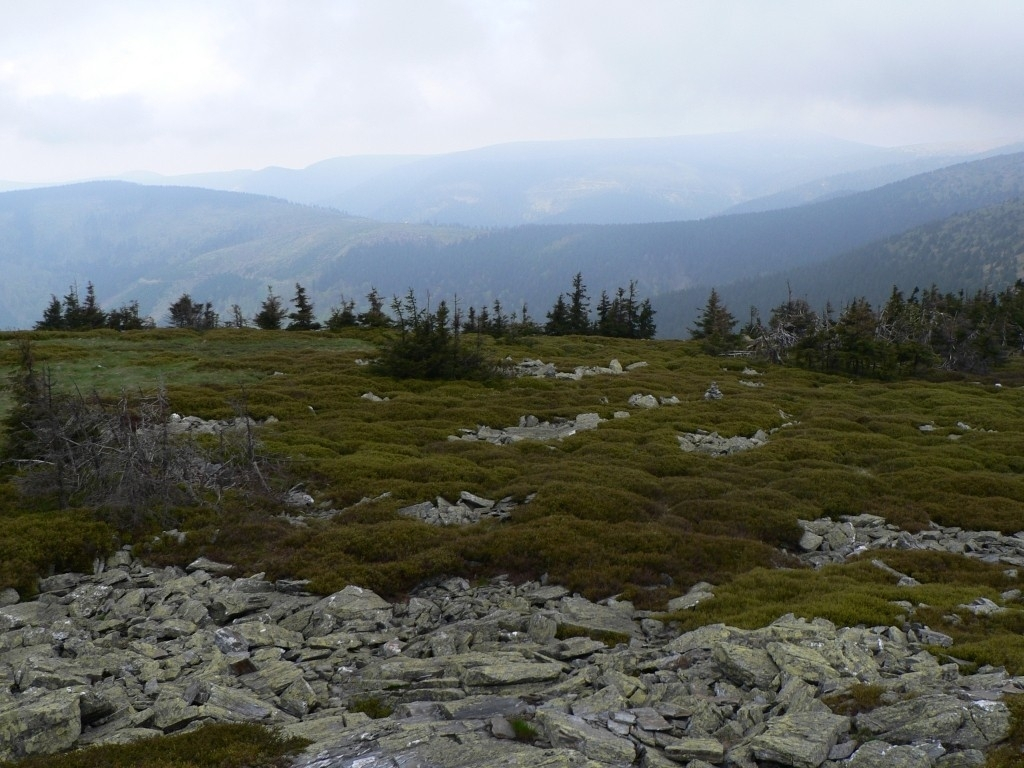
المضلعات على جبل بريدلكنا، جبال هروبي جيسينك، جمهورية التشيك

يمكن أن تتكوّن المضلعات إما في مناطق الطبقات الجليدية أو في المناطق المتأثرة بـالصقيع الموسمي. ويقل حجم الصخور التي تكوّن هذه الحلقات الحجرية المرتفعة حسب العمق. وفي الأطراف الشمالية من الغابات الشمالية الكندية، عندما تبلغ المستنقعات قمة الثراء بالمغذيات وتتكون فرشة من نبات السعادي، كثيرًا ما تكون نباتات الأرزية الكندية والتنوب المارياني من أوائل المستوطنات داخل هذه الفرشة الغنية بنبات السعادي والمضلعة الشكل.

### الدوائر

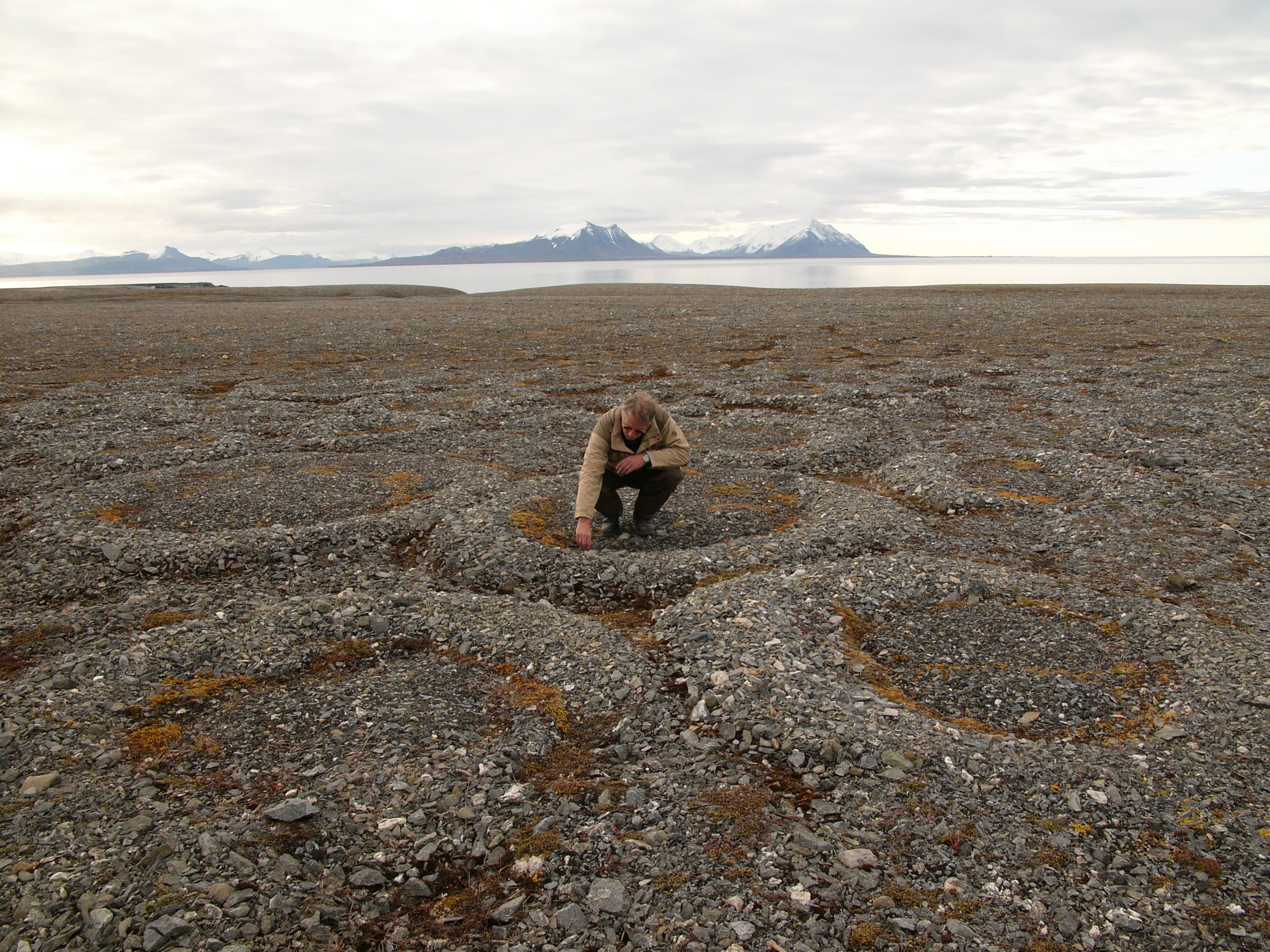
أراضٍ مرتفعة بفعل الصقيع هابطة وذائبة جزئيًا (أكمات منتفخة موجودة في الطبقة الجليدية) تركت أشكالاً دائرية في أرخبيل سفالبارد

يتفاوت حجم قطر الدوائر من بضعة سنتيمترات إلى عدة أمتار. ويمكن أن تحتوي الدوائر على مواد مفرزة وغير مفرزة، وتتكون عمومًا من رواسب ناعمة في الوسط تحيط بها دائرة من الأحجار الكبيرة. وتتشابه الدوائر غير المفرزة، ولكن بدلاً من أن تحيطها دائرة من الأحجار الكبيرة، فإنها تتقيد بحافة دائرية من الغطاء النباتي.

### الدرج
يمكن أن ينتج الدرج عن الدوائر والمضلعات. وعادةً ما يكون هذا الشكل من الأرض المنمطة معلمًا يشبه المصطبة يضم حدًا من الأحجار الكبيرة أو الغطاء النباتي على الجزء المنحدر لأسفل، ويمكن أن يتكون من مواد مفرزة أو غير مفرزة.

### الخطوط
الخطوط هي فروع من الأحجار والأغطية النباتية و/أو التربة التي تتشكل عادةً من انتقال الدرج على منحدرات بزوايا تتراوح بين 2 و7 . ويمكن أن تتكون الخطوط من مواد مفرزة أو غير مفرزة. والخطوط المفرزة عبارة عن فروع من الأحجار الكبيرة التي تفصلها مساحات من الأحجار الصغيرة أو الرواسب الناعمة أو الغطاء النباتي. وتتكون الخطوط غير المفرزة من فروع من الغطاء النباتي أو التربة التي تفصلها الأرض الجرداء.

## تشكيل الأرض المنمطة
مع تجمد المياه، فإنها تتمدد وتشغل مساحة أكبر بمقدار 10%.
ويوّلد هذا التمدد قوة كافية لتحويل شقوق الطريق الصغيرة إلى حفر دائرية ولقطع العديد من الجلاميد على طول الصدوع في الصخر من خلال العملية المعروفة باسم التوتيد الجليدي. ومعروف أن الضغوط المرتبطة بالتوتيد الجليدي تصل إلى حوالي 30000 باوند لكل بوصة مربعة (200 ميجا باسكال)، وهو ضغط قريب من ذلك المطلوب لتحطيم صخور الجرانيت.
في مناطق التخوم الجليدية والمناطق المتأثرة بالجليد الموسمي، يجبر تكرار تجمد وذوبان المياه الجوفية الأحجار الكبيرة على الصعود إلى السطح مع تدفق التراب الصغير واستقراره تحت الأحجار الكبيرة. وعلى السطح، تحتوي المناطق الغنية بالأحجار الكبيرة على مياه أقل بكثير من المناطق عالية المسامية التي توجد بها رواسب ذات حبيبات دقيقة. وتتميز هذه المناطق المشبعة بالمياه وذات الرواسب الدقيقة بقدرة أعلى بكثير على التمدد والتقلص مع حدوث التجمد والذوبان؛ مما يؤدي إلى تولد قوى جانبية تقوم في النهاية بتكديس الأحجار الكبيرة في تكتلات وخطوط. ومع مرور الوقت، تتسبب دورات التجمد-الذوبان المتكررة في تنعيم المجموعات الشاذة وغريبة الشكل لتشكيل الأرض المنمطة المألوفة على شكل مضلعات ودوائر وخطوط.
يقوم الصقيع أيضًا بفرز الرواسب الموجودة في الأرض. ومتى تمت تجوية غلاف الأرض، فإن الجسيمات الدقيقة تميل إلى الهجرة بعيدًا عن الجبهة المتجمدة، بينما تهاجر الجسيمات الكبيرة بفعل الجاذبية.
تتشكل الأرض المنمطة غالبًا داخل الطبقة النشطة من الطبقات الجليدية. وتتراكم المياه المتخللة عبر التربة تحت الكتل الحجرية. وعندما تتجمد المياه، تندفع الكتل الحجرية في اتجاه سطح الأرض. وعندما تذوب التربة، فإن الكتل الحجرية لا تعود إلى مكانها الأصلي؛ حيث تملأ الجسيمات الدقيقة الفجوات. وتستمر العملية في الحدوث حتى تنكشف الكتل الحجرية بالكامل.